# Patricia Kern Holmgren
Patricia May Kern de Holmgren (1940 ) es una botánica, y exploradora estadounidense.

## Biografía
En 1962, recibió una licenciatura por la Universidad de Indiana, una maestría en 1964, y el doctorado por la Universidad de Washington, en 1968.
Fue profesora de botánica, en Utah State Agricultural College. Realizó extensas expediciones botánicas a México, Ecuador, Surinam, Venezuela, Argentina (Tierra del Fuego)
Fue curadora y directora del Herbario del Jardín Botánico de Nueva York. Obtuvo una licenciatura de la Universidad de Indiana en 1962, una maestría en 1964, y un doctorado de la Universidad de Washington en 1968.

## Algunas publicaciones
- noel h. Holmgren, patricia k. Holmgren. 1979. A New Species of Asclepias (Asclepiadaceae) from Utah. Brittonia 31 ( 1 ) : 110-114

### Libros
- noel h. Holmgren, patricia k. Holmgren, James L. Reveal, et al. 2015. Intermountain Flora: Vascular Plants of the Intermountain West, vv. dos, parte A. Subclasses Magnoliidae-Caryophyllidae. New York Botanical Garden, Bronx, New York. 731 pp.

- -----------------------, ---------------------------, henry allan Gleason. 1998. Illustrated companion to Gleason and Cronquist's manual: illustrations of the vascular plants of northeastern United States and adjacent Canada. Ed. New York Botanical Garden. 937 pp.

- patricia kern Holmgren, noel herman Holmgren, lisa c. Barnett. 1990. Index Herbariorum: The herbaria of the world. Volumen 120 de Regnum vegetabile. Ed. International Association for Plant Taxonomy by New York Botanical Gardens. 693 pp. ISBN 0893273589

- 1988. Index herbariorum: a guide to the location and contents of the world's public herbaria. Pt. 2, Collectors ; 7, T - Z, Volumen 2 y 7. Ed. Bohn, Scheltema & Holkema. 227 pp. ISBN 9031304786

- 1968. A biosystematic study of Thlaspi montanum L. and its allies. Ed. University of Washington. 420 pp.

- 1964. A taxonomy revision of the genus Tiarella (Saxifragaceae) in the Pacific Northwest. Ed. University of Washington. 154 pp.

## Honores

### Membresías
- Sociedad Botánica de América, y su presidenta en el periodo 1979-1980[3]

### Galardones
- 2012: premio 2012 Asa Gray[4]

- 1991, galardón de Mérito, de la Sociedad Botánica de América

### Epónimos
Género
- (Scrophulariaceae) Holmgrenanthe  Elisens[5]